# Коллиндер, Бьёрн
Бьёрн Коллиндер (род. 22 июля 1894, Сундсвалль, Швеция — ум. 20 мая 1983, Вена, Австрия) — шведский языковед-уралист.
Был известен не только как исследователь отдельных уральских языков, но и как сторонник установления генетических связей между отдельными семьями, например, урало-индоевропейских, урало-алтайских и урало-юкагирских связей.
Большое значение для уралистики имеют его работы Fenno-Ugric Vocabulary: An Etymological Dictionary of the Uralic Languages (1955), Survey of the Uralic Languages (1957), Comparative Grammar of the Uralic Languages (1960), а также An Introduction to the Uralic Languages (1965).
Список прочих трудов:
- 1929 Über den finnisch-lappischen Quantitätswechsel I, Uppsala.

- 1934 Indo-uralisches Sprachgut, Uppsala.

- 1938 Lautlehre des waldlappischen dialektes von Gällivare, Helsinki.

- 1939 Reichstürkische Lautstudien, Uppsala.

- 1940 Jukagirisch und Uralisch, Uppsala.

- 1943 Lappisches Wörterverzeichnis aus Härjedalen, Uppsala.

- 1949 The Lapps, New York.

- 1949 The Lappish Dialect of Jukkasjärvi: A Morphological Survey, Uppsala.

- 1954 Scandinavica et fenno-ugrica, Uppsala.

- 1964 The Kalevala and Its Background, Stockholm.

- 1965 Hat das Uralische verwandte? Eine sprachvergleichende Untersuchung, Uppsala

- 1968 Kritische Bemerkungen zum Saussure’schen Cours de linguistique générale, Uppsala.

- 1970 Noam Chomsky und die generative Grammatik. Eine kritische Betrachtung, Uppsala.

- 1978 Sprache und Sprachen. Einführung in die Sprachwissenschaft, Hamburg.